# Tagebau Haverlahwiese
Der Tagebau Haverlahwiese ist ein Naturschutzgebiet in der niedersächsischen Stadt Salzgitter.

## Allgemeines
Das Naturschutzgebiet mit dem Kennzeichen NSG BR 149 ist rund 206 Hektar groß. Es ist zu einem großen Teil deckungsgleich mit dem 116,7 Hektar großen FFH-Gebiet „Kammmolch-Biotop Tagebau Haverlahwiese“. Das Naturschutzgebiet ist bis auf einen Streifen im Westen vom Landschaftsschutzgebiet „Waldgürtel zwischen Salzgitter-Osterlinde und Salzgitter-Bad (Salzgitterscher Höhenzug)“ umgeben. Lediglich der Bereich des Umspannwerks im Nordosten, des ehemaligen Schachts Haverlahwiese I sowie die Zufahrt hierhin sind nicht in die Geltungsbereiche der Landschafts- bzw. Naturschutzverordnungen einbezogen. Das etwa 85 Hektar große, 1999 ausgewiesene Landschaftsschutzgebiet „Haverlahwiese“, das im Nordwesten des jetzigen Naturschutzgebietes lag, ist im Naturschutzgebiet aufgegangen. Das Gebiet steht seit dem 30. Juni 2016 unter Naturschutz. Zuständige untere Naturschutzbehörde ist die Stadt Salzgitter.

## Beschreibung
Das Naturschutzgebiet liegt im Süden der Stadt Salzgitter an der Südwestflanke der Lichtenberge als Teil des Salzgitterschen Höhenzuges. Nach Süden und Westen grenzt es an den von Sieben Köpfe, Gustedter Berg und Elber Berg gebildeten Bergkamm. Es stellt einen Teil eines ausgedehnten, ehemaligen Tagebaugebietes als Teil der Grube Haverlahwiese unter Schutz, das von 1937 bis 1967 betrieben wurde. Bis in die 1980er-Jahre wurde der Tagebau rekultiviert. Die Flächen gehören der Bundesrepublik Deutschland bzw. dem Land Niedersachsen.

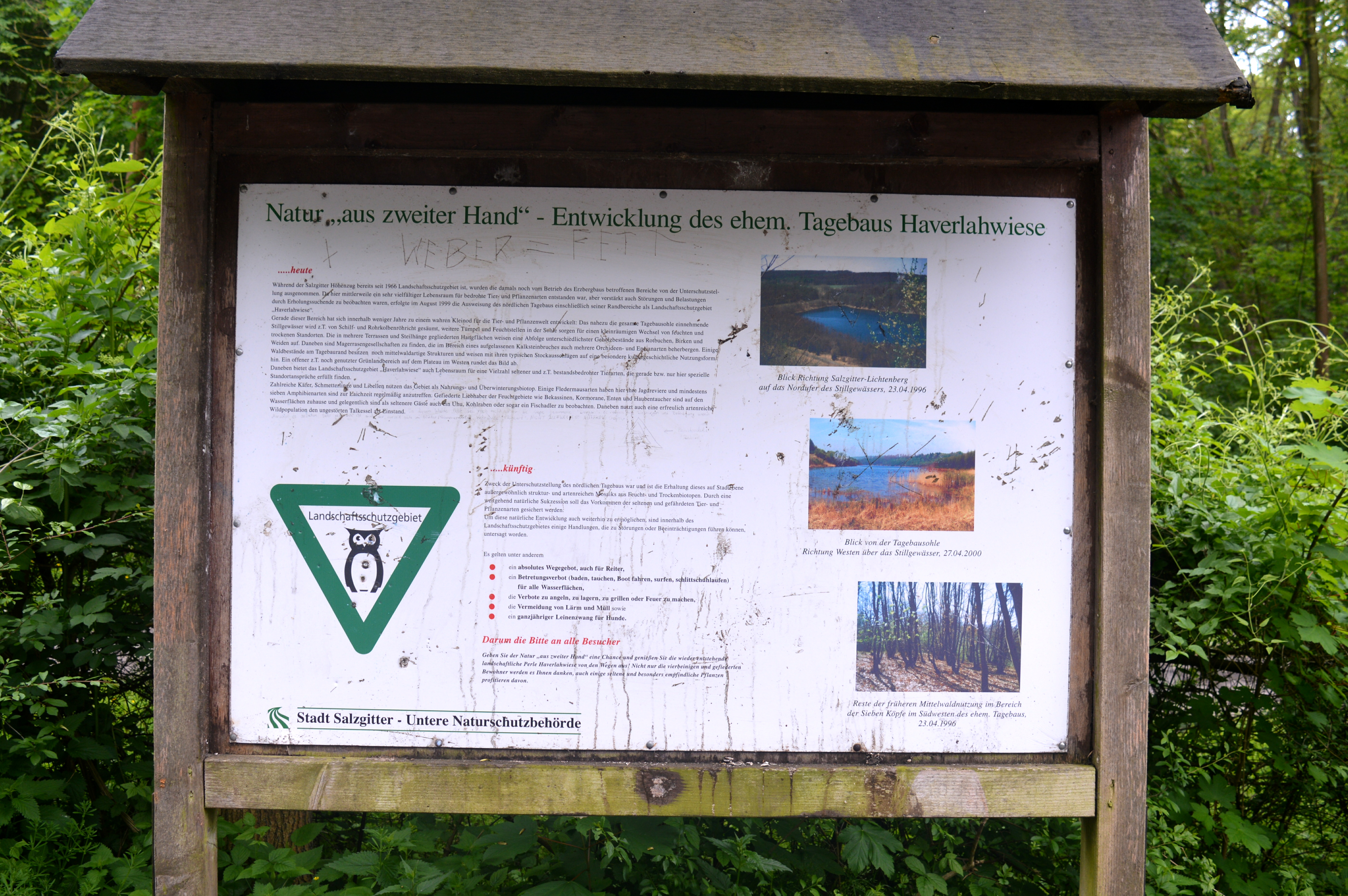
Informationstafel am Tagebau Haverlahwiese

In seinem südöstlichen Teil wird das Naturschutzgebiet von Offenbiotopen, die von der Sohle des ehemaligen Tagebaus und zum Teil vegetationsfreien Abraumhalden mit unterschiedlich terrassierten Hangflächen gebildet werden, Sohlengewässern und kleinen Tümpeln geprägt, die teilweise angelegt wurden. Stellenweise sind Röhrichtbereiche zu finden. Eine riegelförmige Halde aus Förderhaufwerk der Schachtanlage Konrad, teilweise mit Rohbodenflächen, quert das Naturschutzgebiet und teilt diesen Bereich in zwei Abschnitte. Der nordwestliche Teil des Naturschutzgebietes wird von einem circa 15 Hektar großen Tagebausee sowie einem Mosaik aus Pionierwald, Kalkmagerrasen, Orchideenwiesen sowie Gras- und Staudenfluren geprägt. Im See siedelt z. B. der Wasserhahnenfuß. Am Ufer des Tagebausees sind Binsen-, Rohrkolben- und Schilfröhrichte zu finden. Daneben sind Bachabschnitte – der Oelber Bach streift das Naturschutzgebiet im Norden – sowie Quellbereiche zu finden. An den Hängen des Tagebaurandes stocken Laubmischwälder. Die unterschiedlichen Biotope, die sich teilweise als trockene und teilweise als feuchte Lebensräume darstellen, führen zu einer hohen Struktur- und Artenvielfalt. Das Naturschutzgebiet ist so ein wichtiger Lebensraum für verschiedene, teilweise seltener und gefährdeter Tier- und Pflanzenarten.
Am Fuß der Abraumhalde hat sich eine sekundäre Salzstelle gebildet. Hier siedeln salzliebende und salztolerante Pflanzenarten wie Gewöhnlicher Salzschwaden und Salzschuppenmiere. Auch die Kleingewässer am Fuß der Abraumhalde sind teilweise stark salzhaltig. Im Bereich eines alten Kalksteinbruchs und auf weiteren flachgründigen Hängen des ehemaligen Tagebaus sind Kalkmagerrasen zu finden. Hier siedelt z. B. der Fransenenzian.
Das Naturschutzgebiet ist ein wichtiger Lebensraum für den Kammmolch sowie mindestens acht weiterer Amphibienarten, darunter Wechsel- und Kreuzkröte. Die Wechselkröte wurde allerdings 2004 zuletzt im Naturschutzgebiet nachgewiesen. Reptilien sind durch Waldeidechse und Blindschleiche vertreten. Die Offenlandbereiche, insbesondere im Bereich der Abraumhalde, sind Lebensraum der Blauflügeligen Sandschrecke und der Blauflügeligen Ödlandschrecke. Libellen, Schmetterlinge, darunter Schwalbenschwanz und Resedafalter, und andere Insekten kommen im Naturschutzgebiet zum Teil zahlreich vor.